# Hans
| Drenge- | Drenge-   | Pige- | Pige-    | Efter- | Efter-      |
| ------- | --------- | ----- | -------- | ------ | ----------- |
| 1       | Peter     | 1     | Anne     | 1      | Nielsen     |
| 2       | Michael   | 2     | Mette    | 2      | Jensen      |
| 3       | Lars      | 3     | Kirsten  | 3      | Hansen      |
| 4       | Jens      | 4     | Hanne    | 4      | Andersen    |
| 5       | Thomas    | 5     | Anna     | 5      | Pedersen    |
| 6       | Henrik    | 6     | Helle    | 6      | Christensen |
| 7       | Søren     | 7     | Maria    | 7      | Larsen      |
| 8       | Christian | 8     | Susanne  | 8      | Sørensen    |
| 9       | Martin    | 9     | Lene     | 9      | Rasmussen   |
| 10      | Jan       | 10    | Marianne | 10     | Jørgensen   |

Hans er et anerkendt drengenavn, som er en tysk kortform af Johannes. Sankthansdag den 24. juni er en fejring af Johannes Døberens fødselsdag. Navnet er et af de mest almindelige på dansk såvel alene som brugt i sammensætninger med og uden bindestreg.

## Kendte personer med navnet
- Hans af Danmark, dansk konge, der var døbt Johannes.
- Hans "Hasse" Alfredson, svensk forfatter og filminstruktør.
- Hans Christian Andersen, dansk forfatter.
- Hans Niels Andersen, dansk iværksætter og grundlægger af ØK.
- Hans Asperger, østrigsk læge efter hvem, Aspergers syndrom er opkaldt.
- Hans Blix, svensk diplomat.
- Hans Adolph Brorson, dansk biskop og salmedigter.
- Hans Brøchner, dansk filosof.
- Hans Egede Budtz, dansk skuespiller.
- Hans Egede, dansk teolog og Grønlands apostel.
- Hans Engell, dansk journalist og minister.
- Hans Fallada, tysk forfatter.
- Hans-Dietrich Genscher, tysk politiker og udenrigsminister.
- Hans Peter Hansen, dansk politiker og minister.
- Hans Hedtoft, dansk politiker og statsminister.
- Hans Herbjørnsrud, norsk forfatter
- Hans Hækkerup, dansk politiker og minister.
- Hans Jensen, dansk fagforeningsleder.
- Hans Jessen, dansk chokoladefabrikant (Galle & Jessen).
- Hans Kirk, dansk forfatter.
- Hans Knieper, flamsk maler.
- Hans R. Knudsen, dansk politiker.
- Hans Kristensen, dansk filminstruktør.
- Hans-Henrik Krause, dansk skuespiller og instruktør.
- Hans Ernst Krøyer, dansk komponist.
- Hans Kurt, dansk skuespiller og sanger.
- Hans Christian Lumbye, dansk komponist og orkesterleder.
- Hans Lundbeck, dansk medicinalfabrikant.
- Hans-Jørgen Nielsen, dansk forfatter og kritiker.
- Hans Nielsen, dansk speedwaykører.
- Hans Edvard Nørregård-Nielsen, dansk kunsthistoriker og forfatter.
- Hans W. Petersen, dansk skuespiller.
- Hans Qvist, dansk tegner.
- Hans Rasmussen, dansk forbundsformand.
- Hans Morten Rubin, dansk afdelingsleder.
- Hans Egede Schack, dansk politiker og forfatter.
- Hans Scharoun, tysk arkitekt.
- Hans Scherfig, dansk forfatter.
- Hans Christian Schmidt, dansk politiker og minister.
- Hans Hartvig Seedorff, dansk digter.
- Hans Ludvig Smidth, dansk maler.
- Hans Sølvhøj, dansk generaldirektør, minister og hofmarskal.
- Hans Tabor, dansk politiker og diplomat.
- Hans Tausen, dansk teolog og reformationsfader.
- Hans Trojel, dansk apoteker og grundlægger.
- Hans J. Wegner, dansk arkitekt og designer.
- Hans Christian Ægidius, dansk skuespiller.
- Hans Christian Ørsted, dansk videnskabsmand.
- Hans-Henrik Ørsted, dansk cykelrytter.

## Navnet anvendt i fiktion
- Hans og Grete er et af de mest kendte eventyr af Brødrene Grimm.

## Andre anvendelser
- Hans Ø er et skær mellem Canada og Grønland, der har været genstand for en diplomatisk strid mellem Canada og Danmark.
- Sct. Hans Hospital er et psykiatrisk hospital i Roskilde.
- En række kirker i Danmark har Hans i navnet.